# Isole Sandwich Australi
Le Isole Sandwich Australi (in inglese South Sandwich Islands, in spagnolo Islas Sándwich del Sur) sono un arcipelago disabitato situato nell'Oceano Atlantico meridionale, appartenente politicamente al territorio d'oltremare britannico della Georgia del Sud e Isole Sandwich Australi, ma rivendicato dall'Argentina.
Il 12 agosto 2021 a seguito di vari terremoti succedutisi in rapidissima successione, il più violento dei quali della potenza di 8,2 gradi Richter, si è generato un maremoto diffusosi attraverso tutti i mari della Terra. La sua origine è rimasta ignota per oltre un anno.

## Storia
Scoperte da James Cook nel 1775, vennero così denominate in onore del IV conte di Sandwich. L'aggettivo "australi" o "meridionali" fu aggiunto in seguito per distinguerle dalle Isole Sandwich (le attuali Isole Hawaii).

## Geografia
Le Sandwich Australi sono situate a oltre 500 km a SE della Georgia del Sud, e sono composte da 11 isole principali di origine vulcanica e da numerosi scogli ed isolotti circostanti. L'arcipelago si sviluppa in direzione N-S, disegnando un leggero arco con concavità verso ovest.
Le tre isole più grandi - Saunders, Montagu e Bristol - sono situate al centro della catena; a nord si trovano i gruppi minori delle Traversay Islands e delle Candlemas Islands, mentre a sud il gruppo più estremo è chiamato Southern Thule. La maggiore elevazione è il Mount Belinda (1 370 m s.l.m.), sull'isola di Montagu.
Le Sandwich Australi sono sempre state disabitate, fatta eccezione per una stazione di ricerca argentina situata sull'isola di Thule dal 1976 al 1982. Oggi sulle isole si trovano stazioni meteorologiche automatiche (su Thule e Zavodovski).
La seguente tabella elenca le isole principali da nord a sud:
| Nome                    | Superficie | Coordinate        |
| ----------------------- | ---------- | ----------------- |
| Isole Traversay         |            |                   |
| Isola Zavodovski        | 25 km²     | 56°18' S 27°34' O |
| Isola Leskov            | 0,3 km²    | 56°40' S 28°08' O |
| Isola Visokoi           | 35 km²     | 56°42′ S 27°13′ O |
| Isole Candlemas         |            |                   |
| Isola Candlemas         | 14 km²     | 57°05′ S 26°39′ O |
| Isola Vindication       | 5 km²      | 57°06′ S 26°47′ O |
| Isole Thule meridionali |            |                   |
| Isola Bellingshausen    | 1 km²      | 59°25′ S 27°05′ O |
| Isola Cook              | 20 km²     | 59°26′ S 27°09′ O |
| Isola Thule             | 14 km²     | 59°27′ S 27°18′ O |
| Altre isole             |            |                   |
| Isola di Saunders       | 40 km²     | 57°48′ S 26°28′ O |
| Isola Montagu           | 110 km²    | 58°25′ S 26°23′ O |
| Isola Bristol           | 46 km²     | 59°03′ S 26°30′ O |